# Apatura clytie
Apatura clytie är en fjärilsart som beskrevs av Ignaz Schiffermüller och Denis 1775. Apatura clytie ingår i släktet Apatura och familjen praktfjärilar. Inga underarter finns listade i Catalogue of Life.